# 鲁斯兰与柳德米拉 (长诗)

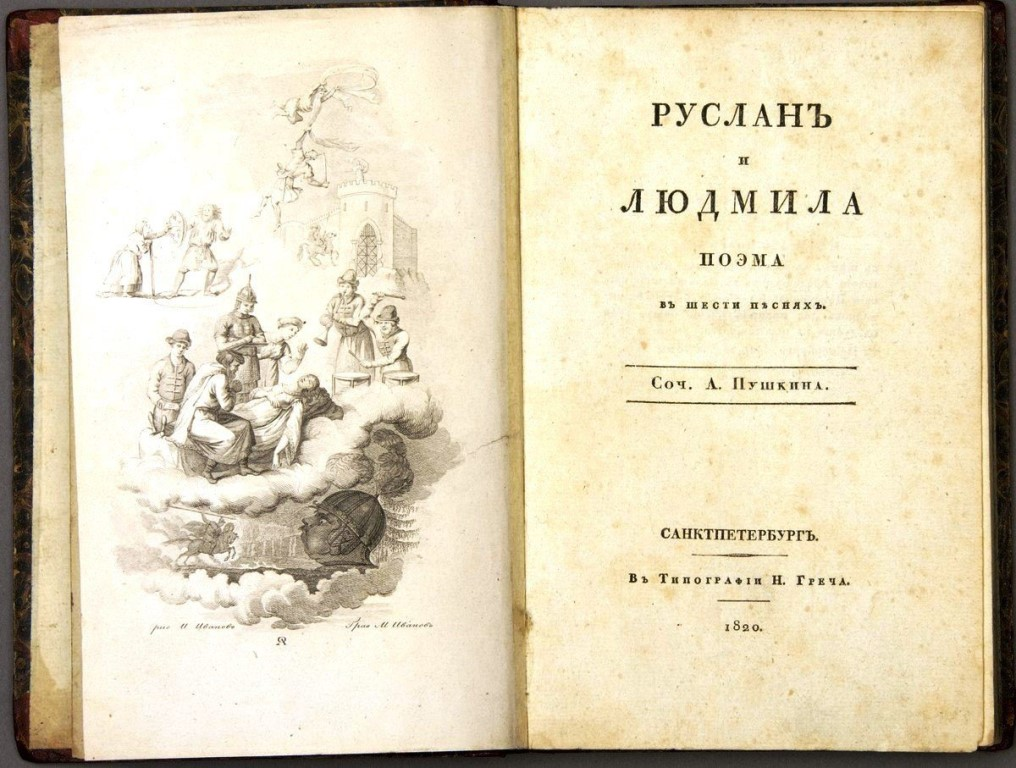
第一版的扉页，1820年

《鲁斯兰与柳德米拉》(俄语：Руслан и Людмила) 是俄国诗人亚历山大·谢尔盖耶维奇·普希金所著的第一篇奇幻童话故事，灵感来源于古俄罗斯时期的壮士歌。

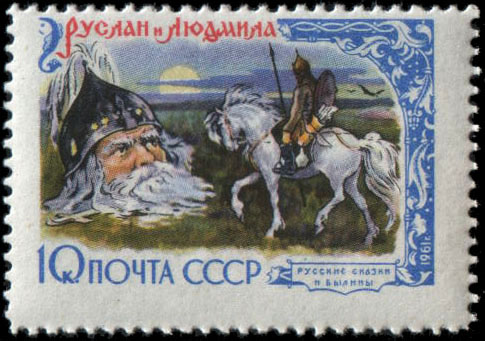
苏联邮政，1961“鲁斯兰和柳德米拉”。

## 故事梗概
故事开篇的引言描绘了一个神秘的国度——卢科莫里，据说作者是从学识猫那里偶然听到这个故事的。
基辅大公把自己的女儿柳德米拉嫁给了勇士鲁斯兰，但是在新婚夜上，新娘被留着极长胡子的矮人巫师切尔诺莫尔（俄语：Черномор）抢走了。大公终止了婚礼并宣布拯救她的人将成为柳德米拉的丈夫。除鲁斯兰外还出现了三个竞争者：冷酷的拉格代、爱吹牛却胆小如鼠的法尔拉夫和年轻的的可萨人拉特米尔。然而他们三个最终都失败了：罗格代想杀死鲁斯兰却死于鲁斯兰之手，法尔拉夫没有参加搜寻，拉特米尔偶然碰到了一座城堡，和一个神秘少女留在那里了。
在寻找柳德米拉的过程中，鲁斯兰遇到了一个善良的芬兰人法师，他讲述了自己的故事：他一生都在尝试得到高傲女巫奈娜的芳心，直到他们都很老了，女巫才接受他的求爱，因此他又拒绝了。本来就很残忍的奈娜对他很恼怒，并和切尔诺莫尔亲近起来。法师给了他一个建议——剪掉切尔诺莫尔有神奇魔力的胡子。
鲁斯兰又踏上了搜寻的旅途。战场上白骨遍野，他碰到了被砍下来但活着的巨头，它想把鲁斯兰吹走，但被他的力量和坚忍折服了。巨头告诉他，他曾经是侏儒切尔诺莫尔的巨人兄弟，但是切尔诺莫尔背叛了他并砍下了他的头颅。在巨头的下面，鲁斯兰找到了一把古剑，他向巨头发誓要用此剑为他报仇。
与此同时，柳德米拉在切尔诺莫尔华丽的神奇宫殿中醒来。切尔诺莫尔试图用自己的伟大来打动她，但女孩拿走了他的隐形帽，在宫殿中到处逃窜。最终巫师设法用陷阱捉到了柳德米拉，施法使她睡去。还没来得及对女孩下手，鲁斯兰闯入了宫中，开始与他决斗。勇士抓住了他的胡子，巫师飞到了空中想要挣脱。飞了很久之后，巫师终于精疲力尽，勇士割了他的胡子，俘虏了他。但他不知道怎么唤醒女孩，于是就把睡着的柳德米拉带走了。
返程途中鲁斯兰遇到了拉特米尔，他结了婚，荒废了战士的本领，成了一名渔夫。鲁斯兰在基辅城附近过夜。这时候，邪恶的女巫奈娜找到了胆小的法尔拉夫，唆使他杀了在睡梦中的鲁斯兰，自己把女孩带回基辅。法尔拉夫照做了。芬兰人法师找到了被杀害的鲁斯兰，他用“活水”和“死水”救回了勇士，给了他能唤醒柳德米拉的戒指。于是鲁斯兰疾驰回了基辅。此时的基辅被佩彻涅格人匪帮包围了，勇士击溃了入侵者，唤醒了柳德米拉。惊讶的法尔拉夫承认了骗局，为自己免于处死而庆幸。而矮人巫师切尔诺莫尔被剥夺了魔力，成了宫廷小丑。

## 创作历程

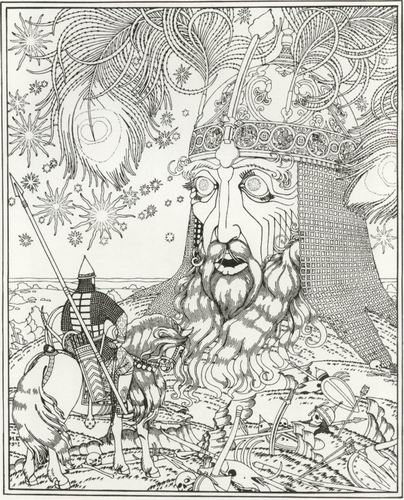
I. Ya. Bilibin的插图（1917年）

作者从皇村中学毕业后，在1818-1820年间完成创作。作者曾提到自己在毕业前就已开始创作了，但是按时间推断，不见得是正文部分，而只是对作品进行了基本构思。迁居到彼得堡后，普希金主要致力于长诗的写作。他在此期间读完了卡拉姆津所著的八卷本《俄罗斯国家史》。
普希金决定以阿里奥斯托《疯狂的罗兰》译本一书为范例，创作“勇士的”童话诗。他也受伏尔泰的《奥尔良女仆》（法語：《女士们喜欢什么》（法語：和俄罗斯童话的启发（如耶鲁斯兰·拉扎列维奇的民间故事、米·马·赫拉斯科夫《巴哈里亚纳》（俄语：Бахарияна）、卡拉姆津《伊里亚. 穆罗梅茨》、尼古拉·亚历山德罗维奇·拉季舍夫《阿廖沙·波波维奇》）1818年二月出版的《俄罗斯国家史》第一卷是他开始创作的直接因素，他从中吸取了许多细节，并借用了鲁斯兰三个对手的名字—拉格代、拉特米尔和法尔拉夫。叙事诗是以四步抑扬格写成的，不分节。从本叙事诗起，四步抑扬格成了浪漫叙事诗的主要格式。
本叙事诗戏仿了茹科夫斯基的《十二个睡美人》。作者多次贬低了茹科夫斯基创作的高尚形象，运用了许多滑稽色情的元素和怪诞幻想（如对巨头的描写），使用了许多俗语词。普希金对茹科夫斯基的讽刺性模仿不带消极色彩，是无恶意的（茹科夫斯基对普希金的恶搞深感欣慰）。本诗出版后，茹科夫斯基还送给普希金了自己的肖像，上题“赠给打败老师的获胜者“。后来在十九世纪三十年代初，成熟了的普希金热衷于批判性地对自己年轻时的经历重新评价，对自己的戏仿深感懊悔。

## 与口述民俗的出入
作者诗中的故事情节以主人公的新娘被抢走为开端。作为其文学创作的素材来源，一些版本的口述故事会提到柳德米拉的母亲或者亲戚被一同掳走。口述中绑架未婚妻的邪恶角色并不唯一，如多头怪龙“戈雷内齐”、丑陋永生的“科谢伊”、阴险残忍的坏蛋们还有柳德米拉的众多亲戚。